# Rein in Taufers

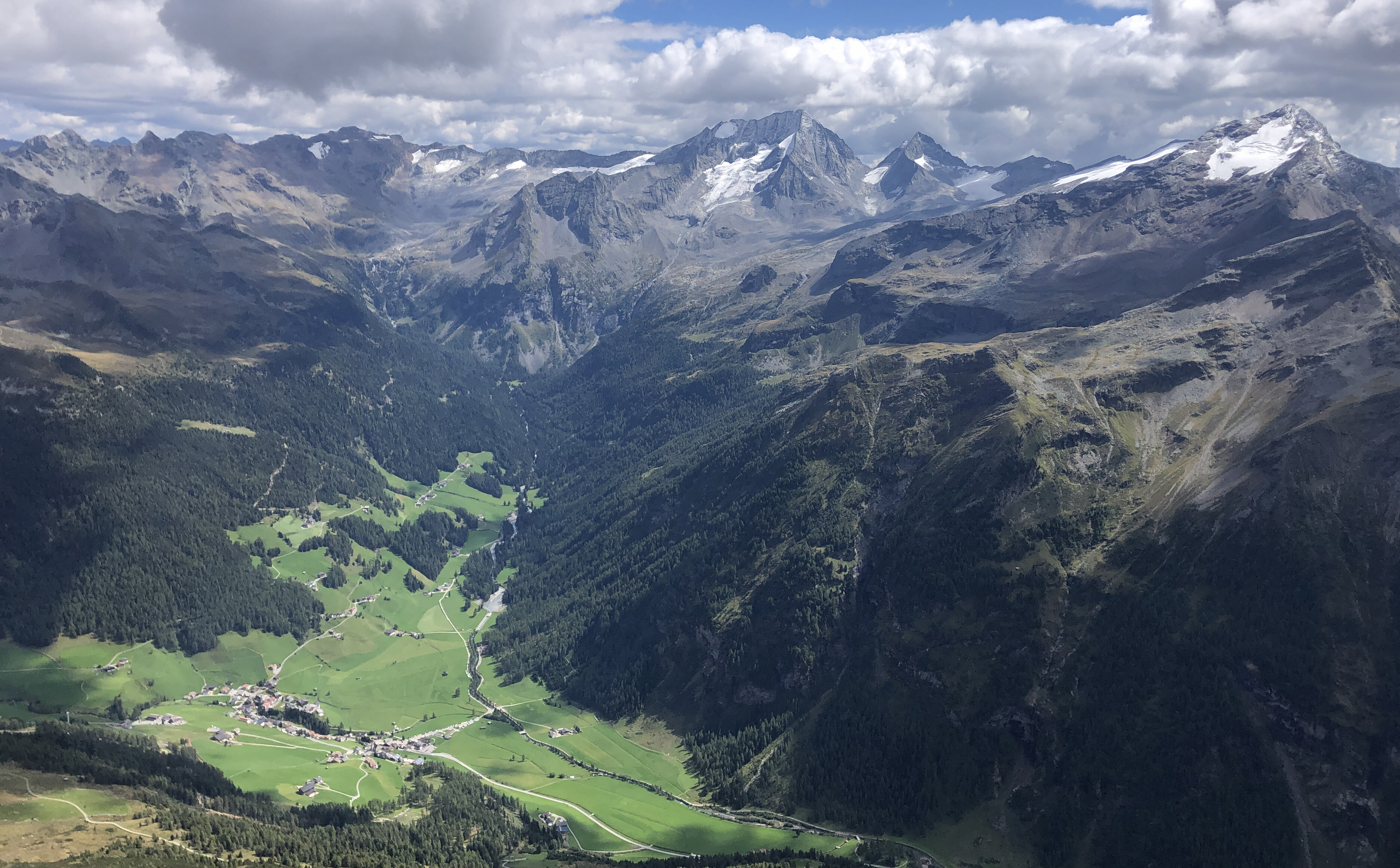
Rein in Taufers mit Rieserfernergruppe – im Hintergrund Dreieggspitze, Kleiner und Großer Rotstein, Mulle, Winkelspitze, Lenkstein, Barmer Spitze, Hochgall, Wildgall, Hochflachkofel und der Schneebige Nock (von links nach rechts)

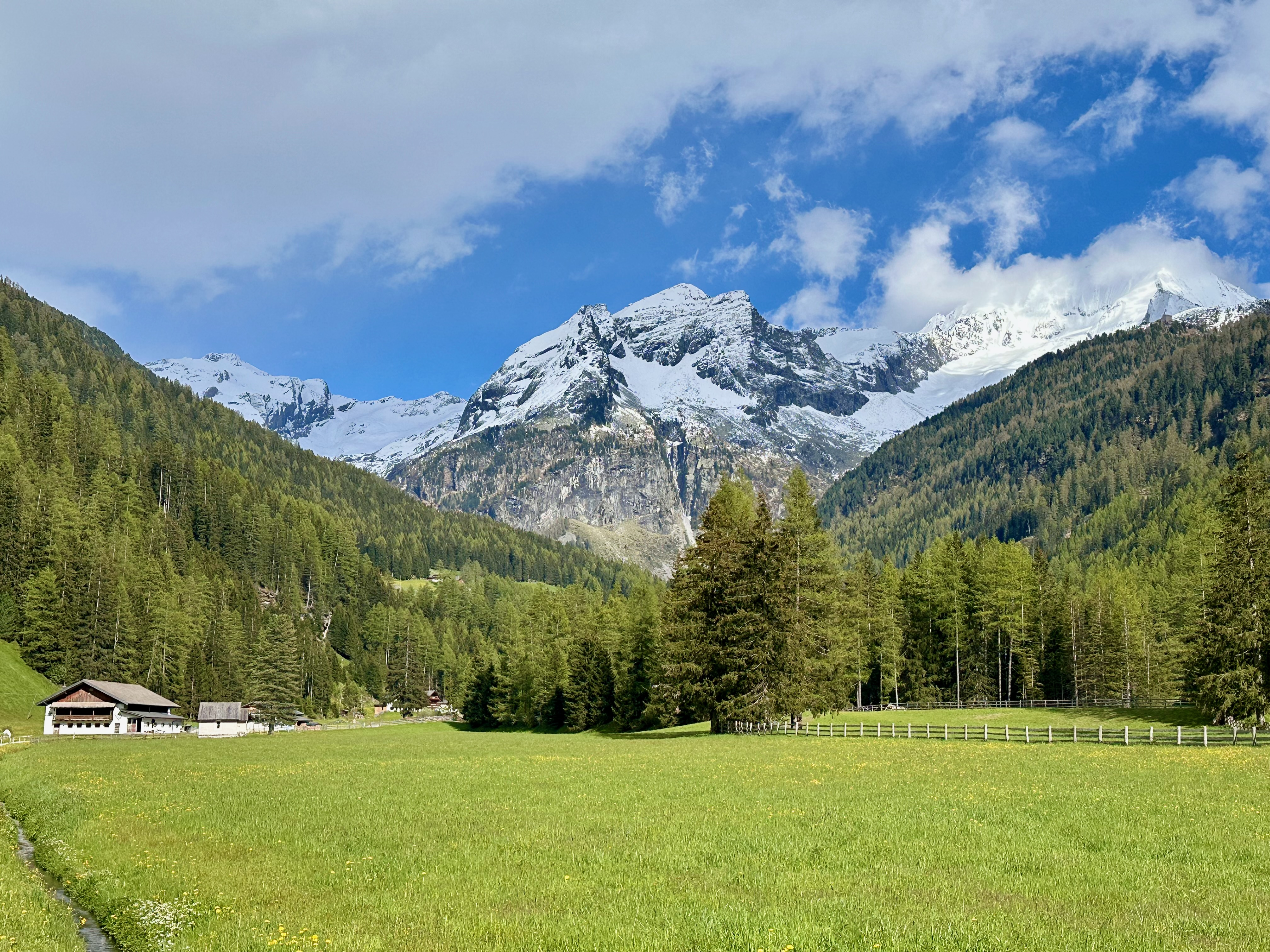

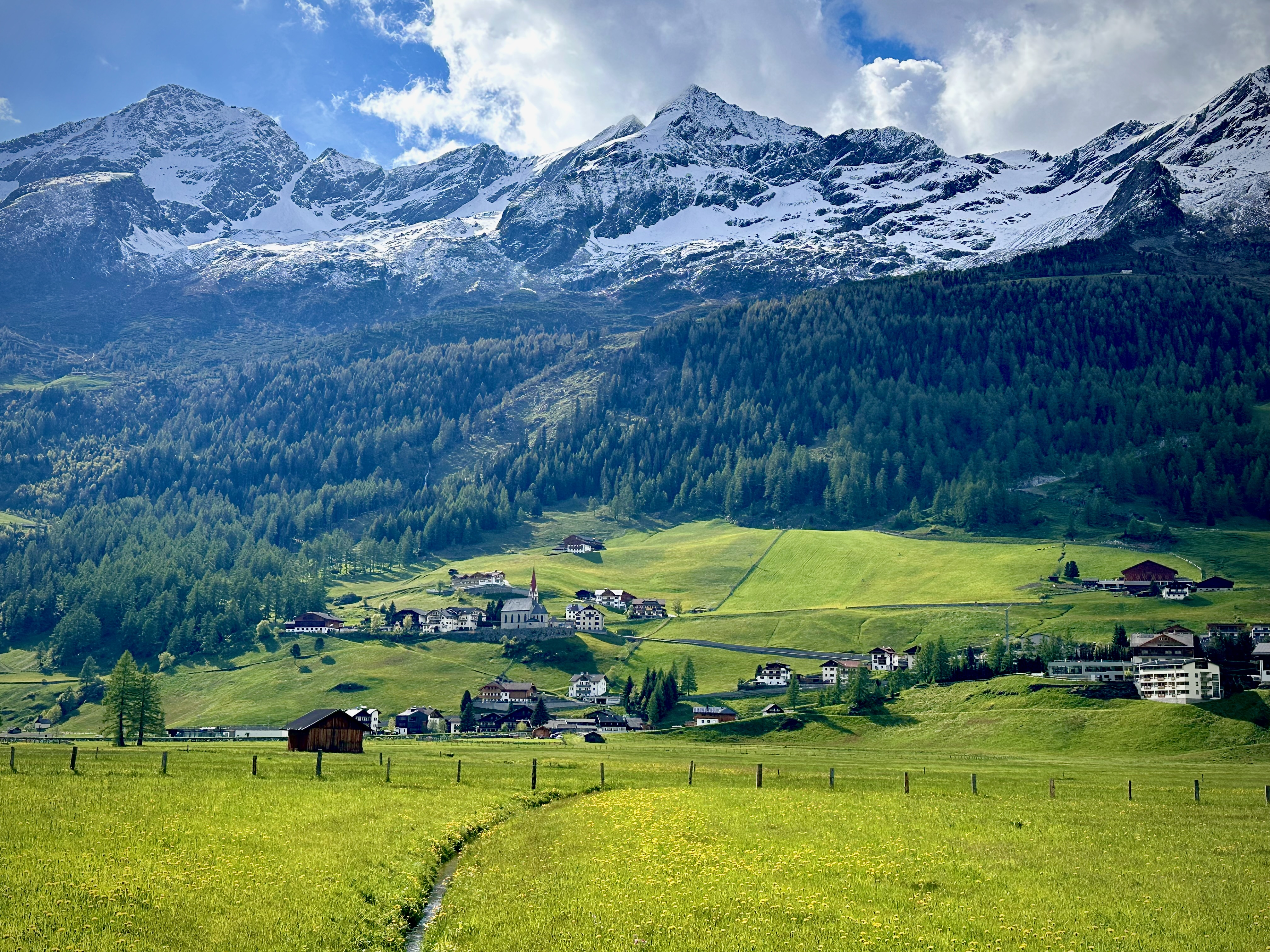

Rein in Taufers (im lokalen Dialekt Rein, italienisch Riva di Tures) ist eine Fraktion der Marktgemeinde Sand in Taufers in Südtirol (Italien).
Der Ort mit etwa 340 Einwohnern liegt auf 1600 m Höhe im Reintal, einem Seitental des Tauferer Tals, direkt am Zusammenschluss des Bachertals und des Knuttentals zum Reintal.

## Geschichte

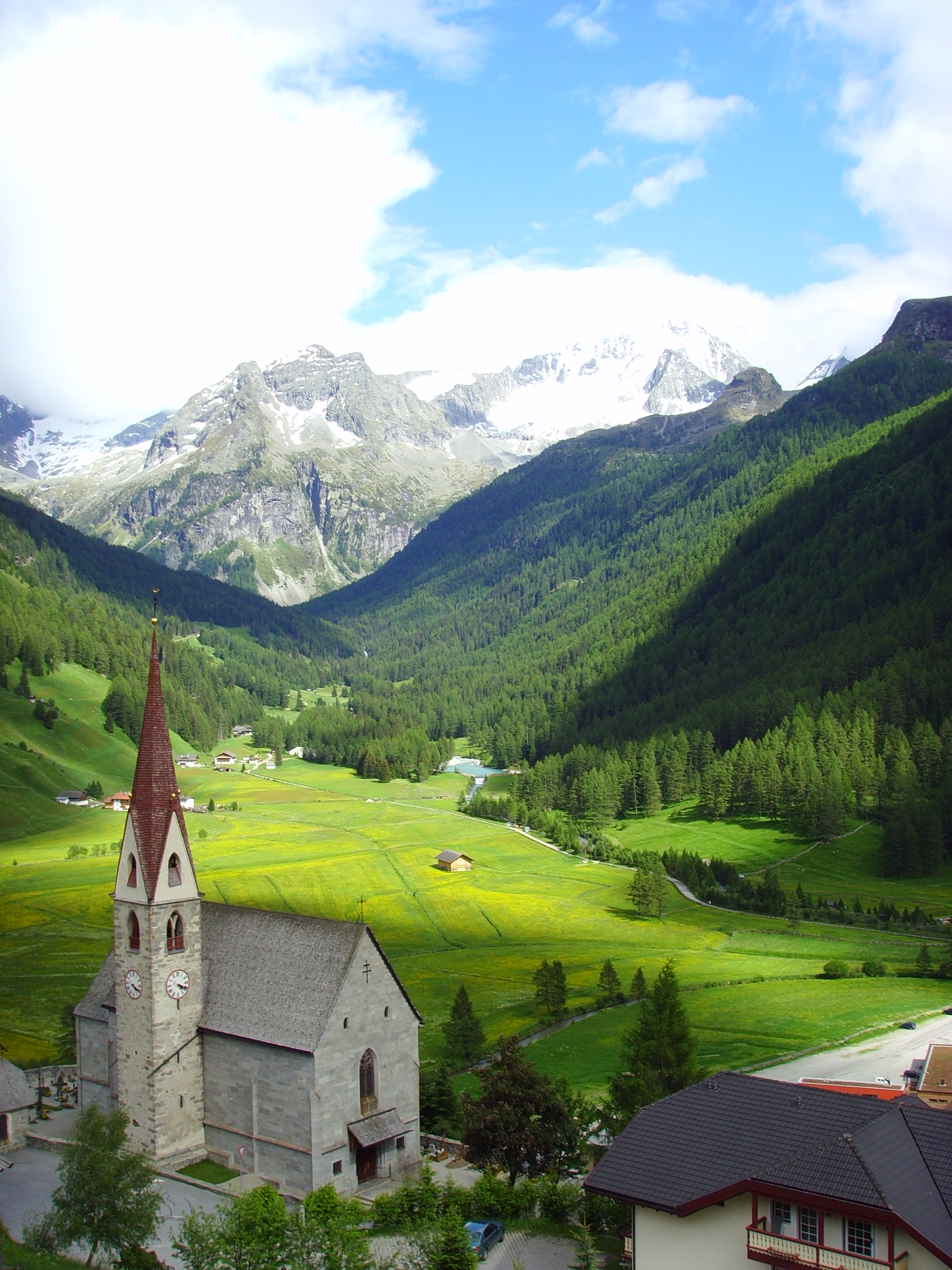
St. Wolfgang in Rein mit dem Bachertal Richtung Ursprung und Hochgall

Rein wird erstmals 1225 in einer Urkunde von Kloster Neustift als Riune erwähnt. Der Name des Dorfes leitet sich von lat. rius, rivus ab und bedeutet so viel wie Kleine Bäche.
Die ersten Spuren einer Begehung der Gegend durch den Menschen reichen bis in die Mittlere Steinzeit (ca. 8000 bis 5500 v. Chr.) zurück. Der einzige, bisher sicher nachgewiesene Jägerrastplatz im Bereich des Tauferer Ahrntals wurde 1984 am Klammljoch (2294 m) entdeckt.
Im Sommer 1992 wurden in der Nähe der Rieserfernerhütte Bekleidungsstücke aus der Eisenzeit gefunden.
Eine Schenkungsurkunde weist darauf hin, dass in Rein um 1419 eine dem Heiligen Wolfgang geweihte Kirche erbaut wurde. Der Legende nach ist der Hl. Wolfgang bei seiner Missionstätigkeit in Norikum auch in das damals noch heidnische Rein gekommen. Die heutige Kirche wurde 1908 bis 1911 in neugotischen Stilformen nach Plänen des Diözesanarchitekten Peter von Stadl (auch: Vonstadl) neu errichtet. Die Pfarrkirche von Rein gehört zu den wenigen Kirchenbauten in Südtirol, die im neugotischen Stil errichtet wurden.
In den Jahren 1907–1909 wurde die Straßenverbindung Sand (Moritzen)–Rein auf Initiative des Sandner Bürgermeisters Josef Jungmann errichtet. 1929 wurde das bis dahin eigenständige Rein im Zuge der vom italienischen Faschismus betriebenen Großgemeindebildungen der Gemeinde Sand in Taufers zugeschlagen.

## Landschaft
Rein liegt umgeben vom Naturpark Rieserferner-Ahrn in landschaftlich reizvoller, hochalpiner Lage im Reintal. Der Ort ist Ausgangspunkt für eine Vielzahl von Bergtouren in der Durreckgruppe und Rieserfernergruppe. Hausberg ist der Hochgall, mit 3436 m der höchste Berg der Rieserfernergruppe der Hohen Tauern, den man über die Kasseler Hütte (auch Hochgallhütte) in anspruchsvoller Tour (nur für erfahrene Alpinisten) erreicht.
Am Tristennöckl oberhalb der Kasseler Hütte befindet sich in knapp 2300 m der höchste Zirbenbestand der Ostalpen. Der Reinbach bildet in der Reinbachschlucht drei eindrucksvolle Wasserfälle aus, die über den 1985 eingeweihten Franziskusweg zu erreichen sind.

## Wirtschaft

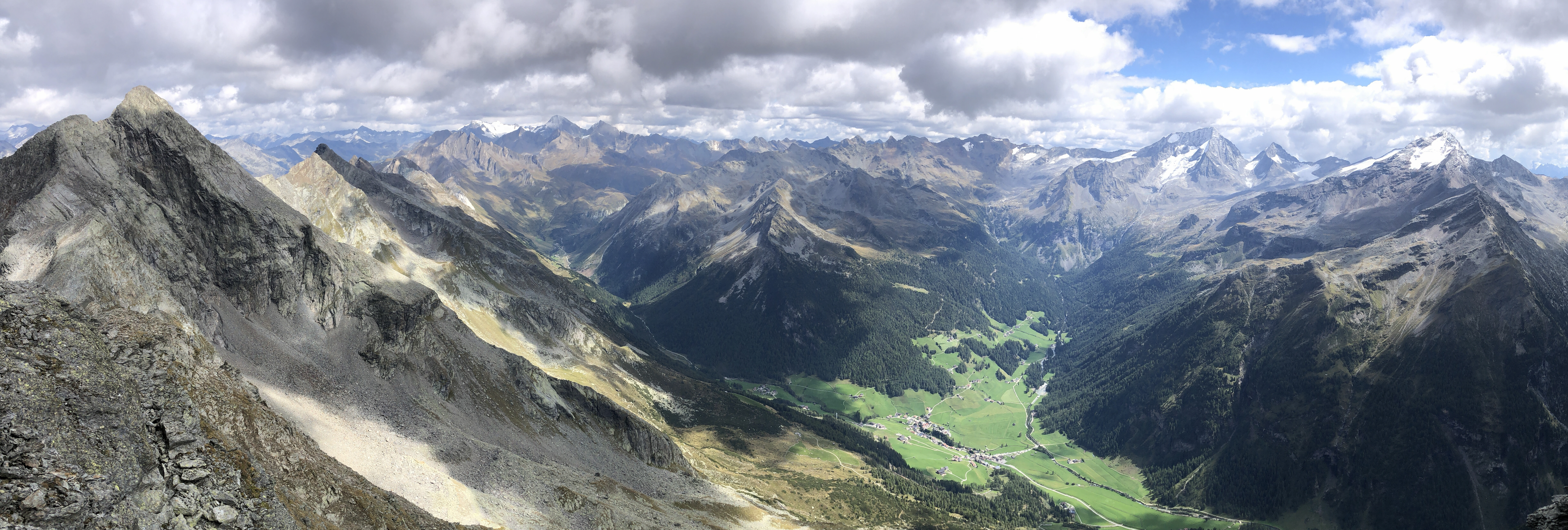
Panorama von Rein in Taufers und Durreckgruppe sowie Rieserfernergruppe – links das Durreck, im Hintergrund Hirbernock, Gabelspitze, Dreiherrnspitze, Hohe Warte, Rötspitze, Löffelspitze, Daberspitze, Dreieggspitze, Kleiner und Großer Rotstein, Mulle, Winkelspitze, Lenkstein, Barmer Spitze, Hochgall, Wildgall, Hochflachkofel, Schneebiger Nock und Gelttalspitze (von links nach rechts); rechts von Rein das Bachertal, links das Knuttental

Der bedeutendste Wirtschaftszweig ist der Tourismus mit ganzjähriger Saison. Rein war schon vor dem Ersten Weltkrieg wegen seiner Naturschönheiten und der mächtigen Berge ein beliebtes Touristenziel. Im Ort gibt es mehrere Hotels, Gaststätten und private Beherbergungsbetriebe sowie zwei kleine Skilifte und ein Langlaufzentrum. Die 15 km Langlaufloipen – mit Biathlon-Schießstand – sind Teil von Dolomiti Nordic Ski, dem größten Langlaufkarussell Europas.
Die Bauern haben den Kartoffel- und Getreideanbau völlig aufgegeben und betreiben nur noch Viehzucht und Waldwirtschaft.
Seit 2002 befindet sich in Rein eine Windkraftanlage mit einer Nennleistung von 200 kW, die zur Stromversorgung der Gemeinde ergänzend beiträgt. Es handelt sich um die erste derartige Anlage in Südtirol. Das 2008 zwischen Rein und Sand in Taufers fertiggestellte Wasserkraftwerk (Hochdruck-Ausleitungskraftwerk) am Reinbach liefert bei einem Einzugsgebiet von 91 km² und einer Nennfallhöhe von 432 m jährlich durchschnittlich 63 Mio. kWh an Strom.

## Bildung
In Rein gibt es eine Grundschule für die deutsche Sprachgruppe.